# امرین
پروتئین امرین پروتئینی است که در بیشتر سلول‌ها بیان شده و به سطح داخلی غشا هسته متصل می‌شود. در سطح داخلی غشاء هسته، امرین به لامین‌ها که از پروتئین‌های اسکلتی هسته هستند متصل می‌شود. امرین در پایداری غشاء هسته نقش دارد. اما در سلول‌های ماهیچه‌ای، امرین در غشاء سیتوپلاسمی نیز یافته می‌شود و به‌نظر می‌رسدیکی از مولکول‌های چسباننده سلو ل‌ها بهم (CAM)، باشد که در ارتباطات بین سلولی و اتصال سلول‌های ماهیچه‌ای بهم نقش دارد. تغییر در میزان و ساختار این پروتئین در سلول‌های ماهیچه‌ای منجر به دیستروفی ماهیچه‌ای امری دریفوس می‌شود.